# Salzsäuregruppe
Als Salzsäure-Gruppe (HCl-Gruppe) bezeichnet man eine Gruppe von Elementen, deren Salze mit Salzsäure schwerlösliche Chloride bilden. Hierzu gehören neben Silber (Ag) auch die beiden Schwermetalle Quecksilber (Hg) und Blei (Pb) in Form ihrer Kationen Ag+, Hg22+, Pb2+, sowie das seltenere Thallium als Tl+. Diese werden im Kationentrenngang der qualitativen Analyse (in der Anorganischen Chemie) ausgefällt, abfiltriert, aufgetrennt und nachgewiesen.

## Gruppenfällung

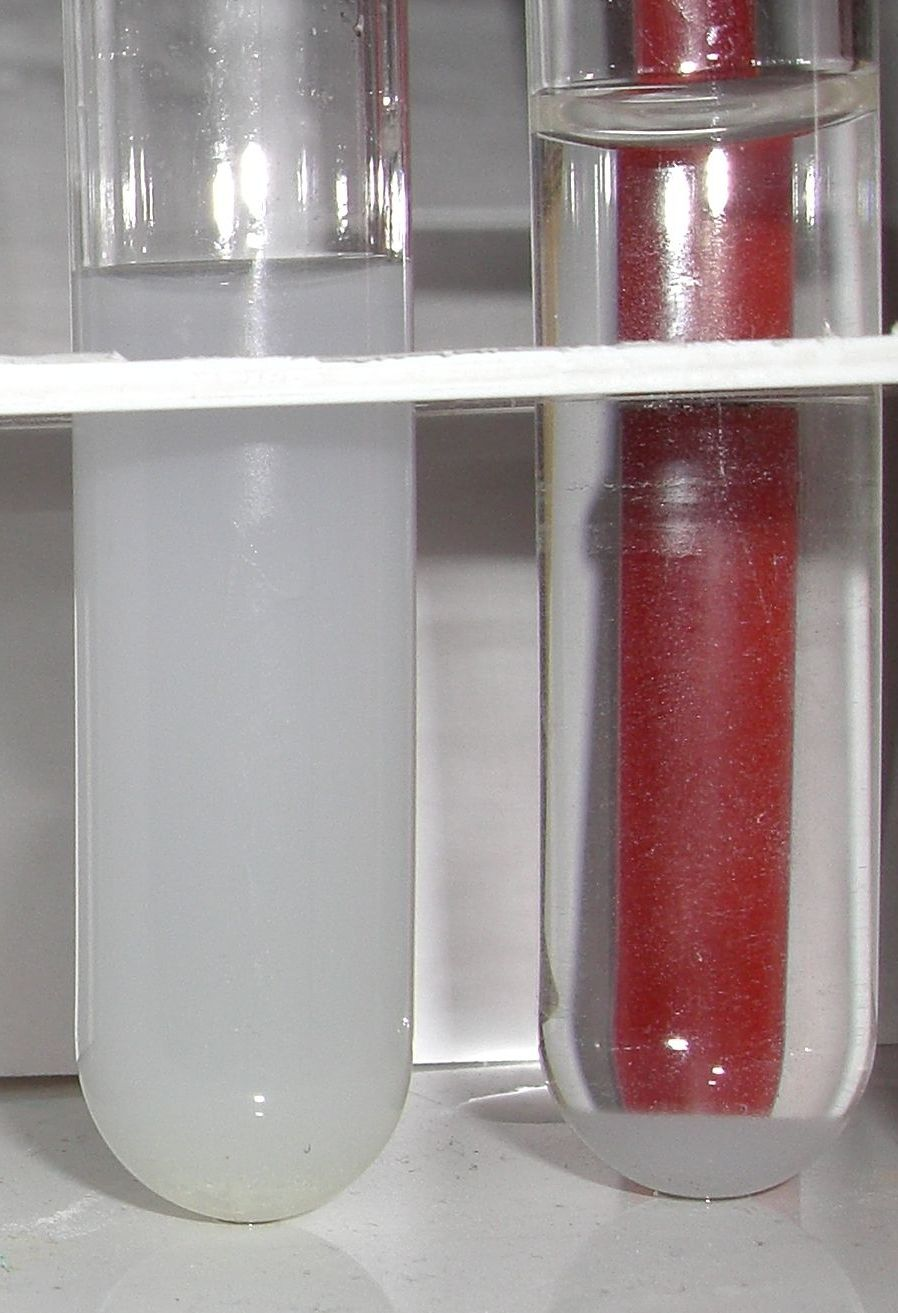
Silberchlorid-Niederschlag, Formel: AgCl (links), rechts mit NH_{4}OH zum Nachweis von Silberkationen versetzt

Die HCl-Gruppe fällt also aus der gelösten Probe-/Ur-Substanz aus (Fällungsreaktion), wenn diese mit dem Trennmittel konz. Salzsäure versetzt wird, so z. B. die Silberkationen:
{\displaystyle Cl^{-}(aq)+Ag^{+}(aq)\longrightarrow AgCl\downarrow (s)}
Die Kationen der Salzsäuregruppe werden von anderen, weiteren Schwermetallkationen durch Ausfällung und Filtration getrennt, um ihr Vorhandensein in der Probe nachweisen zu können, ohne dass andere Schwermetall-Kationen die Nachweisreaktionen stören.
Bei einem pH-Wert von 0 bis 3,5 fallen aus:
- Quecksilber(I)-chlorid – Hg2Cl2
- Quecksilber(II)-chlorid – HgCl2
- Blei(II)-chlorid – PbCl2, löslich in heißem Wasser
- Silberchlorid – AgCl, als Silberdiamminkomplex löslich in konz. Ammoniakwasser
- Kupfer(I)-chlorid – CuCl (nur unter reduzierenden Bedingungen)
- Thallium(I)-chlorid – TlCl, löst sich langsam in heißem Wasser.

Im Filtrat befinden sich dann die Kationen der folgenden Trenngangs-Gruppen:
- Schwefelwasserstoff-Gruppe,
- Ammoniumsulfid-Gruppe,
- Ammoniumcarbonat-Gruppe und
- Lösliche Gruppe.